# Provincia di Antabamba
La provincia di Antabamba  è una provincia del Perù nella regione di Apurímac. Ha come capoluogo la città omonima.

## Distretti
La provincia di Antabamba comprende 7 distretti:
- Antabamba
- El Oro
- Huaquirca
- Juan Espinoza Medrano
- Oropesa
- Pachaconas
- Sabaino